# 郭富城夢幻舞林演唱會2023
郭富城夢幻舞林演唱會2023（英語：Aaron Kwok Amazing Dream Live on Stage in Macau 2023）是香港歌手郭富城的個人演唱會，由新濠風尚主辦，演唱會於2023年7月1日至30日期間逢星期六、日在澳門新濠影滙綜藝館舉行，合共演出10場。評論認為澳門放寬疫情防控措施後，旅宿業者舉辦包括此演唱會在內的一系列演唱會，有助帶動當地的旅遊商機。

## 背景
《郭富城夢幻舞林演唱會2023》是「新濠巨星系列演唱會」之一，2021年6月8日，新濠博亞娛樂宣佈推出亞洲首個巨星專屬演出系列，分別與香港歌手容祖兒、黎明及郭富城合作，原定於2021年下半年至2024年期間，在新濠影滙綜藝館舉辦合共90場個人演唱會，但由於疫情關係，演唱會延至2023年起展開，當中包括4月舉行的《Eternity 容祖兒演唱會》；5月至6月舉行的《黎明STAGE ON 8演唱會》；7月舉行的《郭富城夢幻舞林演唱會2023》。

## 製作
《郭富城夢幻舞林演唱會2023》以「夢幻」為主題，利用電腦特技呈現在虛幻與真實之間的視覺效果，包括塑造如同電影入面的虛擬畫面、動畫和角色等。郭富城表示自己是跳唱歌手，因此會以跳唱形式演出，他分別以9個不同造型演出，當中包括貼身衣服。演唱會門票於2023年5月16日在新濠影滙的官方網站公開發售，「新濠風尚」微信會員可於2023年5月11日至15日以9折優惠價優先訂購門票，新濠影滙及鄰近的酒店亦提供演唱會門票連酒店住宿服務讓觀眾選購，所有門票均設劃位，以下是門票區域及票價（所有票價以澳門幣計算）：
| 門票區域             | 票價                      | 備註                     |
| -------------------- | ------------------------- | ------------------------ |
| 24位貴賓包廂派對套票 | 98,000元（原價138,000元） | 票價已包括餐飲           |
| 12位貴賓包廂派對套票 | 68,000元（原價98,000元）  | 票價已包括餐飲           |
| VVIP                 | 6,000元                   |                          |
| VIP                  | 5,000元                   |                          |
| A                    | 2,800元                   |                          |
| B                    | 1,888元                   |                          |
| C                    | 1,388元                   |                          |
| D                    | 988元                     |                          |
| E                    | 688元                     | 位於舞台側面的視線受阻區 |

## 外部連結
- 新濠風尚呈獻：「新濠尊屬系列」 郭富城夢幻舞林演唱會2023[]（页面存档备份，存于）新濠影滙. 2023-07-16